# Mòng biển trắng ngà
Pagophila eburnea là một loài chim trong họ Laridae.